# الحسن بن وهب
الحسن بن عبيد لله بن سليمان بن وهب. من بيت مشهور بالرئاسة، وكانت له نفس فاضلة في علم الهندسة، وكان مشاركًا فيها نعم المشاركة وله من التصانيف كتاب شرح المشكل من كتاب إقليدس ومقالة في النسبة، ذكره القفطي. والده عُبَيْد اللَّه بْن سليمان بْن وهب بْن سَعِيد، أَبُو الْقَاسِمِ الكاتب، ولي الوزارة للمعتضد باللَّه، وهو ولي عمه المعتمد عَلَى اللَّه فِي أواخر صفر سنة ثمان وسبعين ومائتين.